# Сепунарі (Келераш)
Сепунарі (рум. Săpunari) — село у повіті Келераш в Румунії. Входить до складу комуни Лехліу.
Село розташоване на відстані 59 км на схід від Бухареста, 51 км на північний захід від Келераші, 147 км на захід від Констанци, 139 км на південний захід від Галаца.

## Населення
За даними перепису населення 2002 року у селі проживали 1032 особи. Усі жителі села рідною мовою назвали румунську.
Національний склад населення села:
| Національність | Кількість осіб | Відсоток |
| -------------- | -------------- | -------- |
| румуни         | 1026           | 99,4%    |
| цигани         | 6              | 0,6%     |